# Tristan Ward
Pour les articles homonymes, voir Ward.
Tristan Ward, né le 18 août 1995, à Mudgee, est un coureur cycliste australien.

## Biographie
Au début de sa carrière, Tristan Ward pratique le VTT. Il se classe notamment deuxième du championnat d'Australie de cross-country eliminator en 2015. 
En 2018, il intègre l'équipe continentale australienne Bennelong-SwissWellness. Dans le calendrier du National Road Series, il se distingue en remportant deux courses par étapes : le Tour of the King Valley et Amy's Otway Tour. En janvier 2019, il termine deuxième du championnat d'Australie du critérium, battu au sprint par Brenton Jones. 

## Palmarès sur route
- 2018
  - Tour of the King Valley :
    - Classement général
    - 3e et 4e étapes

  - Amy's Otway Tour :
    - Classement général
    - 1re étape
- 2019
  - 8e étape du Tour of the Great South Coast
  - 2e du championnat d'Australie du critérium
  - 3e du Tour de Brisbane

## Palmarès en VTT
- 2015
  - 2e du championnat d'Australie de cross-country eliminator